# 하마즈메촌
하마즈메촌(일본어: 浜詰村)은 일본 교토부 다케노군에 있던 촌이다. 현재의 교탄고시에 해당한다.

## 역사
- 1889년 4월 1일 - 정촌제 시행에 의해 3촌의 구역을 가지고 다케노군 하마즈메촌이 성립하였다.
- 1950년 4월 1일 - 구 아미노정, 기쓰촌, 고촌, 시마즈촌과 합병해, 새로운 아미노정이 성립, 동일 하마즈메은 폐지되었다.

## 참고문헌
- 「角川日本地名大辞典」編纂委員会『가도카와 일본 지명 대사전 26 京都府』角川書店、1982年
- 浜詰のあゆみ執筆者委員会『浜詰のあゆみ』浜詰区、1997年